# FC Sochaux-Montbéliard
Football Club Sochaux-Montbéliard – francuski klub piłkarski, założony w Montbéliard w 1928 roku.

## Historia
Klub FC Sochaux założony został w 1928 roku jako klub zakładowy firmy Peugeot. W 1930 roku doszło do fuzji z założonym w 1910 roku klubem AS Montbéliard, w wyniku której zmieniono nazwę na obecnie stosowaną – Football Club Sochaux-Montbéliard (w skrócie FCSM). Największe sukcesy klub osiągnął w latach 30. XX wieku, kiedy to dwukrotne zdobył mistrzostwo Francji i raz wicemistrzostwo. Obecnie FC Sochaux gra w Championnat National.

## Sukcesy
- Mistrzostwo Francji (2):  1935, 1938
- Wicemistrzostwo Francji (3): 1937, 1953, 1980
- Mistrzostwo Ligue 2 (2): 1947, 2001
- Puchar Francji (2): 1937, 2007
- Finał Pucharu Francji (3): 1959, 1967, 1968
- Puchar Ligi Francuskiej (1): 2004
- Finał Pucharu Ligi Francuskiej (1): 2003.

## Europejskie puchary
Legenda do wszystkich tabel:
- Q – runda eliminacyjna, 1/16, 1/8, 1/4, 1/2 – odpowiednia faza rozgrywek, Grupa – runda grupowa, 1r gr – pierwsza runda grupowa, 2r gr – druga runda grupowa, F – finał, R – runda, PO – play-off
- k. – rzuty karne, los. – losowanie, Dogr. – dogrywka, w. – zasada bramek strzelonych na wyjeździe

| Sezon   | Rozgrywki        | Runda   | Przeciwnik              | Dom | Wyjazd | Ogólnie        |
| ------- | ---------------- | ------- | ----------------------- | --- | ------ | -------------- |
| 1972/73 | Puchar UEFA      | 1R      | Boldklubben Frem        | 1–3 | 1–2    | 2–5            |
| 1976/77 | Puchar UEFA      | 1R      | Hibernian               | 0–0 | 0–1    | 0–1            |
| 1980/81 | Puchar UEFA      | 1R      | Servette Genewa         | 2–0 | 1–2    | 3–2            |
| 1980/81 | Puchar UEFA      | 2R      | Boavista FC             | 2–2 | 1–0    | 3–2            |
| 1980/81 | Puchar UEFA      | 1/8     | Eintracht Frankfurt     | 2–0 | 2–4    | 4–4, w.        |
| 1980/81 | Puchar UEFA      | 1/4     | Grasshopper Club Zürich | 2–1 | 0–0    | 2–1            |
| 1980/81 | Puchar UEFA      | 1/2     | AZ Alkmaar              | 1–1 | 2–3    | 3–4            |
| 1982/83 | Puchar UEFA      | 1R      | PAOK FC                 | 2–1 | 0–1    | 2–2, Dogr., w. |
| 1989/90 | Puchar UEFA      | 1R      | Jeunesse Esch           | 7–0 | 5–0    | 12–0           |
| 1989/90 | Puchar UEFA      | 2R      | ACF Fiorentina          | 1–1 | 0–0    | 1–1, w.        |
| 2002    | Puchar Intertoto | 2R      | Žalgiris Wilno          | 2–0 | 2–1    | 4–1            |
| 2002    | Puchar Intertoto | 3R      | 1. FC Synot             | 0–0 | 3–0    | 3–0            |
| 2002    | Puchar Intertoto | 1/2     | Fulham                  | 0–2 | 0–1    | 0–3            |
| 2003/04 | Puchar UEFA      | 1R      | Myllykosken Pallo-47    | 2–0 | 1–0    | 3–0            |
| 2003/04 | Puchar UEFA      | 2R      | Borussia Dortmund       | 4–0 | 2–2    | 6–2            |
| 2003/04 | Puchar UEFA      | 3R      | Inter Mediolan          | 2–2 | 0–0    | 2–2, w.        |
| 2004/05 | Puchar UEFA      | 1R      | Stabæk Fotball          | 4–0 | 5–0    | 9–0            |
| 2004/05 | Puchar UEFA      | Grupa D | Dinamo Tbilisi          |     | 2–0    | 2. miejsce     |
| 2004/05 | Puchar UEFA      | Grupa D | Newcastle United        | 0–4 |        | 2. miejsce     |
| 2004/05 | Puchar UEFA      | Grupa D | Sporting CP             |     | 1–0    | 2. miejsce     |
| 2004/05 | Puchar UEFA      | Grupa D | Panionios GSS           | 1–0 |        | 2. miejsce     |
| 2004/05 | Puchar UEFA      | 1/16    | Olympiakos SFP          | 0–1 | 0–1    | 0–2            |
| 2007/08 | Puchar UEFA      | 1R      | Panionios GSS           | 0–2 | 1–0    | 1–2            |
| 2011/12 | Liga Europy      | PO      | Metalist Charków        | 0–4 | 0–0    | 0–4            |